# Ахрем, Афанасий Андреевич
Афана́сий Андре́евич Ахре́м (8 февраля 1914, д. Уречье, Вилейский район — 5 марта 2010) — белорусский советский химик-биоорганик. Академик АН БССР (1970), доктор химических наук (1960), профессор (1960). Участник Великой Отечественной войны.

## Биография
Окончил БПИ в 1934 году. В 1961—1962 годах А. А. Ахрем работал в Гарвардском и Стэнфордском университетах в лабораториях под руководством будущего Нобелевского лауреата Р. Б. Вудварда и профессора К. Джеросси. В 1963—1972 годах заведовал лабораторией химии кортикостероидов Института органической химии АН БССР. С 1974 года — директор Института биоорганической химии АН БССР, с 1973 года — член Президиума АН БССР.

## Научная деятельность
Автор более 800 научных работ, в том числе 13 монографий и 100 изобретений.
Научные интересы в области биоорганической химии стероидов, белков, пептидов, нуклеотидов. Открыл реакцию гетероаннелирования, реакцию хлорангидрида ацетилсалициловой кислоты с сахарами, нуклеозидами и нуклеотидами, стереоспецифическую перегруппировку стероидных глицидолов под действием реагента Гриньяра; явление подвижности двойных связей в сопряженных диеновых соединениях (1975).
Главный редактор журнала «Известия АН БССР. Серия химических наук» с 1972 года.

### Основные работы
- Полный синтез стероидов. М.: Наука, 1967 (совм. с Ю. А. Титовым).
- Total Steroid Synthesis. New York, Plenum Press, 1970 (with Yu.A. Titov).
- Стероиды и микроорганизмы. М.: Наука, 1970 (совм. с Ю. А. Титовым).
- Экдизоны — стероидные гормоны насекомых. Мн.: Наука и техника, 1973 (совм. с И. С. Левиной, Ю. А. Титовым).
- Экдистероиды: химия и биологическая активность. Мн.: Наука и техника, 1989 (совм. с Н. В. Ковганко).
- Стероиды: Экологические функции. Мн.: Наука и техника. 1990 (совм. с Н. В. Ковганко).

## Награды
- Орден Почёта (14 января 2004) — за большие достижения в научно-исследовательской деятельности, подготовку научных кадров[4].
- Орден Ленина (1976).
- Орден «Знак Почёта» (1952).
- Орден Отечественной войны I степени (1945).
- Орден Отечественной войны II степени (1944, 1985).
- Орден Красной Звезды (1943).
- медали.
- Государственная премия БССР 1988 год за создание научных основ, разработку технологии, организацию опытного производства и внедрение в практику здравоохранения радиодиагностических наборов.

## Память
17 октября 2014 года в Институте биоорганической химии НАН Беларуси прошла конференция к 100-летию со дня рождения академика Ахрема. Открыта памятная доска учёному.